# Lunik-Panzerwels
Der Lunik-Panzerwels (Hoplisoma caudimaculatum, Synonym: Corydoras caudimaculatus) ist ein Süßwasserfisch aus der Familie der Panzerwelse (Corydoradinae). Er wird 4–6 cm groß und ist in der Region des Rio Guaporé in Südamerika heimisch.

## Merkmale
Der hochrückige Lunik-Panzerwels erreicht eine Körperlänge von etwa 6 cm. Er besitzt die für viele Corydoras-Arten charakteristische schwarze Punktierung in senkrechten und schrägen Reihen auf silbergrauem bis silbrigweißem Körper, die Brust- und Bauchflossen sind gelblich bis orangefarben. Zwischen den Augen befindet sich ein dunkler Bereich, der nur unscharf begrenzt ist und am Ansatz der Schwanzflosse befindet sich ein schwarzer Fleck, der bis zur Bauchflosse reicht. 

## Aquaristik
Der Lunik-Panzerwels ist durchaus für die Haltung in Aquarien geeignet, wo er sich meist in Bodennähe aufhält, als Darmatmer aber auch Zugang zur Wasseroberfläche benötigt. Die Nachzucht ist eher problematisch. Jedes Weibchen legt nur etwa 40 Eier, die Nachkommen sollten mit Temperaturen von 26 bis 28 °C gepflegt werden.